# Bahramji
Bahramji (persisch بهرام‌جی Bahrāmdschī), eigentlich Bahram Pourmand (persisch بهرام پورمند) (* 1952 in Kermānschāh), ist ein iranischer New-Age-Musiker kurdischer Herkunft.

## Leben
Als Kind hörte Pourman die alten Sufi-Melodien, die heute die Inspirationsquelle für seine Musik bilden. Im Alter von 13 Jahren lernte er, das persische Saiteninstrument Santur zu spielen und fing bald daraufhin an, an mehreren Vorstellungen in seiner Heimatstadt aufzutreten. Im Jahr 1977 verließ er Persien, reiste für Studienzwecke nach Indien und emigrierte später nach Europa.
Nach seinem Leben und dem kreativen Schaffen in Indien, wo er lange Zeit verweilte, entdeckte er die Insel Ibiza in Spanien im Jahr 2003. Dort lernte er viele andere Musiker, DJs und Produzenten kennen, die ihn dazu inspirierten, seinen Stil zu erweitern.

## Musikstil
Durch das Musizieren für Wanderer aus verschiedenen Kulturen hat er seinen Stil, der von der traditionell persischen Musik geprägt war, mehrmals abgeändert und hat so zu einem eigenen Stil gefunden. Besonders an seiner Musik ist, dass er alte Lieder in eine neue Form gießt und durch diese Fusion eine meditative, musikalische Ära schafft. 
Bahrams Instrument ist der Santur, ein traditionelles persisches Saiteninstrument. Neben dem Santur, fing er an, die persische Setar und die Nay, eine persische Bambusflöte, zu spielen. Schon bald darauf begann er zu seiner Musik, die bisher instrumentalen Charakter hatte, auch zu singen. Hierbei zitiert er oftmals Gedichte und Weisheiten mystischer Dichter wie Rumi.
Seine Musik ist eine besondere Kombination zwischen dem Alten und Traditionellen, eine Verbindung von spirituellen Dichtungen Sufis mit modernen und technischen Rhythmen, die zur Meditation einladen.

## Diskografie

### Alben
- 1997: Sama
- 2004: Call of the Mystic (mit Maneesh de Moor), Blue Flame Records
- 2007: Master & Disciple (feat. Bashir), Blue Flame Records
- 2007: Sufi Safir (feat. Mashti), Blue Flame Records
- 2009: Sufiyan (mit Mashti),  Blue Flame Records
- 2011: Divaneh (mit Mashti), Blue Flame Records
- 2012: Celestial Doorways  (mit Swann), Blue Flame Records
- 2013: Inner Ji
- 2017: Four Dimensions
- 2018: Ambrosiah (mit Beach Messiah)
- 2019: Open Spirit
- 2022: Mojud (mit Mashti)

### Singles (Auswahl)
- 2004: Dreamcatcher
- 2004: Crazy Heart
- 2004: La Illaha (mit Sudha)
- 2004: Return Of The Nightingale
- 2004: Watch The Cat
- 2004: Moment With You
- 2007: Cameldriver
- 2007: Ney
- 2009: Being With You
- 2009: Lovers
- 2022: Jananeh (mit Mercan Dede, Golshifteh Farahani & Baham)